# طوطی سرسیاه
طوطی سرسیاه (نام علمی: Pionites melanocephalus) نام یک گونه از تیره طوطیان است.